# Ilse Brandes
Ilse Brandes, gebürtig Ilse Seelig (* 4. Dezember 1897 in Altena; † 22. Dezember 1997 in Hamburg), war eine deutsche Politikerin der CDU.

## Leben und Beruf
Nach dem Abitur auf einer Privatschule studierte Ilse Brandes, die evangelischen Glaubens war, Musik in Berlin und Stuttgart. Sie war mit einem in Kiel stationierten Marinesoldaten verheiratet, der im Zweiten Weltkrieg fiel. Nach dem Krieg kam sie 1945 verwitwet aus Berlin nach Lübeck. Sie engagierte sich als ehrenamtliche Flüchtlingsfürsorgerin für die Belange der Heimatvertriebenen und wurde Mitglied des bizonalen Flüchtlingsbeirates. Sie war stellvertretende Vorsitzende der Lübecker Ortsgruppe der Internationalen Frauenliga für Frieden und Freiheit. 1955 zog sie von Lübeck nach Bonn.

## Partei
Ilse Brandes war nach dem Zweiten Weltkrieg zunächst Mitglied der CDU. Sie gehörte dem Flüchtlings- und dem Frauenausschuss für die britische Zone an. Am 12. April 1950 trat sie aus der Partei aus. Sie begründete dies damit, die CDU biete keine Aussicht auf Erfüllung ihrer Anschauung über die Gleichachtung der Frau und auf eine gründliche Flüchtlingspolitik.

## Abgeordnete
Brandes war von 1947 bis 1950 Landtagsabgeordnete in Schleswig-Holstein und dort stellvertretende zweite Schriftführerin. Ursprünglich für die CDU gewählt, trat sie am 8. April 1950 aus der Fraktion aus.